# Métabetchouan–Lac-à-la-Croix
Métabetchouan–Lac-à-la-Croix – miasto w Kanadzie, w prowincji Quebec, w regionie Saguenay–Lac-Saint-Jean i MRC Lac-Saint-Jean-Est. Powstało poprzez połączenie miast Métabetchouan oraz Lac-à-la-Croix w 1999 roku.
Liczba mieszkańców Métabetchouan–Lac-à-la-Croix wynosi 4 084. Język francuski jest językiem ojczystym dla 99,4%, angielski dla 0% mieszkańców (2006).